# Claude Nigon
Claude Roger Nigon (Basilea, 28 de diciembre de 1928-Basilea, 30 de enero de 1994) fue un deportista francés que compitió en esgrima, especialista en la modalidad de espada.
Participó en dos Juegos Olímpicos de Verano en los años 1952 y 1956, obteniendo una medalla de bronce en Melbourne 1956 en la prueba por equipos. Ganó tres medallas en el Campeonato Mundial de Esgrima entre los años 1950 y 1955.

## Palmarés internacional
| Juegos Olímpicos   | Juegos Olímpicos        | Juegos Olímpicos  | Juegos Olímpicos   |
| Año                | Lugar                   | Medalla           | Prueba             |
| ------------------ | ----------------------- | ----------------- | ------------------ |
| 1956               | Melbourne (Australia)   | Medalla de bronce | Espada por equipos |
| Campeonato Mundial |                         |                   |                    |
| Año                | Lugar                   | Medalla           | Prueba             |
| 1950               | Montecarlo (Mónaco)     | Medalla de plata  | Espada por equipos |
| 1954               | Luxemburgo (Luxemburgo) | Medalla de bronce | Espada por equipos |
| 1955               | Roma (Italia)           | Medalla de plata  | Espada por equipos |